# Jo Anne Quiring
Jo Anne Quiring (Denver, 8 de octubre de 1963) es una deportista estadounidense que compitió en judo. Ganó dos medallas en los Juegos Panamericanos en los años 1987 y 1995, y dos medallas en el Campeonato Panamericano de Judo en los años 1988 y 1992.

## Palmarés internacional
| Juegos Panamericanos    | Juegos Panamericanos          | Juegos Panamericanos | Juegos Panamericanos |
| Año                     | Lugar                         | Medalla              | Categoría            |
| ----------------------- | ----------------------------- | -------------------- | -------------------- |
| 1987                    | Indianápolis (Estados Unidos) | Medalla de plata     | –52 kg               |
| 1995                    | Mar del Plata (Argentina)     | Medalla de bronce    | –52 kg               |
| Campeonato Panamericano |                               |                      |                      |
| Año                     | Lugar                         | Medalla              | Categoría            |
| 1988                    | Buenos Aires (Argentina)      | Medalla de bronce    | –52 kg               |
| 1992                    | Hamilton (Canadá)             | Medalla de bronce    | –52 kg               |